# ジム・マクルーア
ジェームズ・アルバータス・マクルーア(James Albertus McClure, 1924年12月27日- 2011年2月26日)、通称ジム・マクルーア(Jim  McClure)は、アメリカ合衆国の弁護士、政治家。所属政党は共和党。
連邦下院議員(3選)や連邦上院議員(3選)として活躍し、上院エネルギー・天然資源委員会委員長(第97・98・99議会)や上院共和党会議議長(第97・98議会)を務めた。

## 経歴
1924年12月27日、アメリカ合衆国アイダホ州ペイエット郡ペイエット市に生まれた。1942年、18歳だったマクルーアはアメリカ海軍として第二次世界大戦に参加。1946年の退役後はアイダホ大学法学部に入学。1950年に卒業して弁護士資格を取得した。ペイエット郡検事(1950年-1956年)、ペイエット市法務官(1953年-1966年)、アイダホ州上院議員(1961年-1966年)といった公職を歴任し、1966年に連邦下院議員選挙に出馬し、コンプトン・ホワイト・ジュニアを破って当選を果たした。
1971年、共和党のレン・ジョーダン上院議員が翌年の選挙に立候補しない旨を表明。当時連邦下院議員だったマクルーアは1972年の上院議員選挙へ出馬を表明した。アイダホ州立大学学長のウィリアム・E・デイヴィス候補(民主党)を破って当選を果たした。上院では、上院エネルギー・天然資源委員会委員長(1981年-1987年)や上院共和党会議議長(1981年-1985年)といった要職を歴任した、1990年選挙への不出馬を表明し、引退。
2008年12月、マクルーアは脳卒中で倒れ、ボイシのセント・アルフォンサス地域医療センターの集中治療室に搬送された。2011年2月26日、マクルーアは86歳で亡くなった。

## エピソード
- 1995年10月、アイダホ大学鉱山・地球資源学部の新校舎がJames A. McClure Hallと命名された[8][9]。
- 2001年12月12日、ボイシの連邦裁判所が、マクルーアの名にちなみ、「James A. McClure Federal Building and Courthouse」に改名された[10]。

## 選挙結果
| 年   | 民主党                         | 票数   | 得票率 |  | 共和党           | 票数   | 得票率 |
| ---- | ------------------------------ | ------ | ------ |  | ---------------- | ------ | ------ |
| 1966 | コンプトン・ホワイト・ジュニア | 65,446 | 48.2%  |  | ジム・マクルーア | 70,410 | 51.8%  |
| 1968 | コンプトン・ホワイト・ジュニア | 62,002 | 40.6%  |  | ジム・マクルーア | 90,870 | 59.4%  |
| 1970 | William Brauner                | 55,743 | 41.8%  |  | ジム・マクルーア | 77,513 | 58.2%  |

| 年   | 民主党                    | 票数    | 得票率 |  | 共和党           | 票数    | 得票率 |  | 第三党            | 政党                      | 票数  | 得票率 |
| ---- | ------------------------- | ------- | ------ |  | ---------------- | ------- | ------ |  | ----------------- | ------------------------- | ----- | ------ |
| 1972 | ウィリアム・E・デイヴィス | 140,913 | 45.5%  |  | ジム・マクルーア | 161,804 | 52.3%  |  | Jean L. Stafford  | アメリカン党              | 6,885 | 2.2%   |
| 1978 | Dwight Jensen             | 89,635  | 31.6%  |  | ジム・マクルーア | 194,412 | 68.4%  |  |                   |                           |       |        |
| 1984 | Pete Busch                | 105,591 | 26.0%  |  | ジム・マクルーア | 293,193 | 72.2%  |  | David B. Billings | リバタリアン党 (アメリカ) | 7,384 | 1.8%   |